# Strabax
Strabax is een geslacht van eenoogkreeftjes uit de familie van de Chondracanthidae. De wetenschappelijke naam van het geslacht is voor het eerst geldig gepubliceerd in 1864 door von Nordmann.

## Soorten
- Strabax monstrosus von Nordmann, 1864